# Trois morceaux en forme de poire

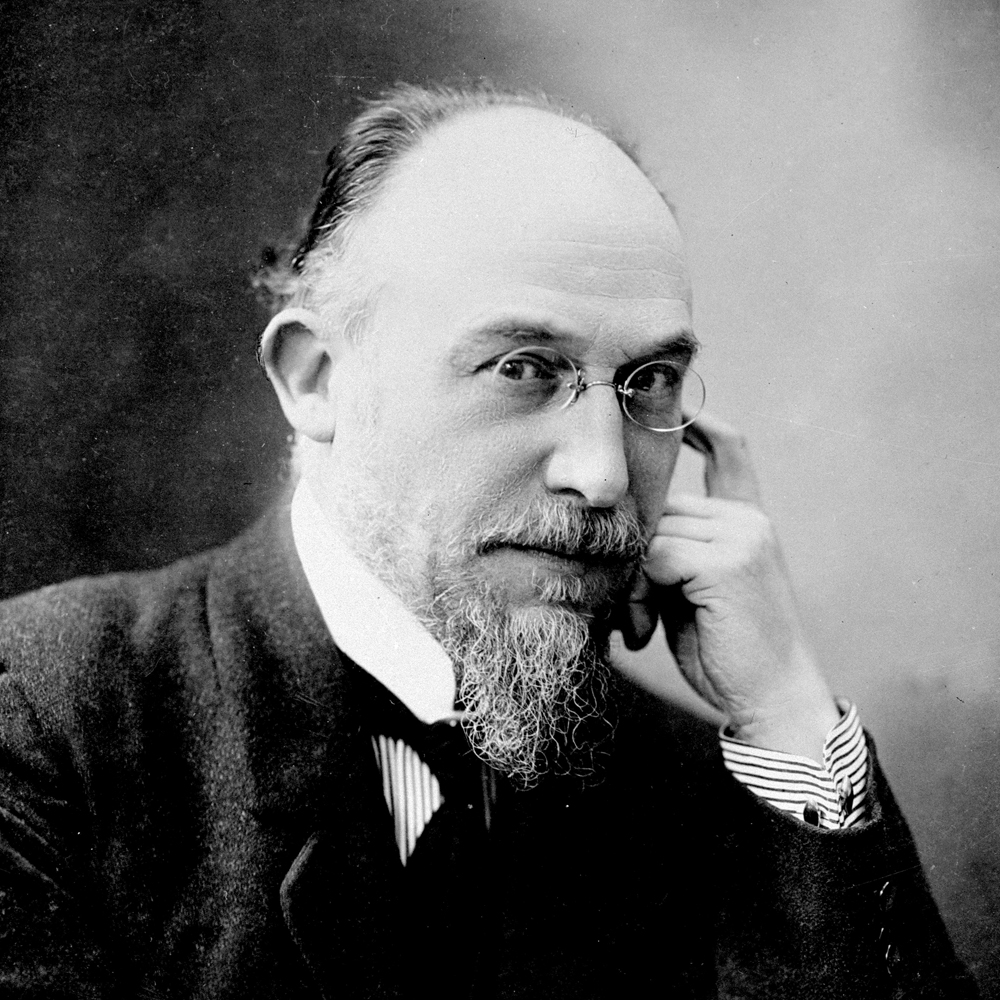
Erick Satie en 1920.

Trois morceaux en forme de poire est une composition pour piano à quatre mains d'Erik Satie achevée en septembre 1903. Ironiquement, les Trois morceaux sont en réalité sept mouvements.
Les Trois morceaux en forme de poire d’Erik Satie sont l’une de ses œuvres les plus emblématiques, et l’une des plus appréciées du grand public.

## Contexte
« Erik Satie travaille en ce moment à une œuvre plaisante, laquelle est appelée Deux Morceaux en forme de poire. Monsieur Erik Satie est fou de cette nouvelle invention de son esprit. Il en parle beaucoup et en dit grand bien. Il la croit supérieure à tout ce qui a été écrit jusqu’à ce jour ; peut-être se trompe-t-il ; mais il ne faut pas le lui dire : il ne le croirait pas ».
Lorsque Satie se lance dans la composition de ses Trois Morceaux en forme de poire en août 1903, il est débordant d’enthousiasme. Il se trouve pourtant à un tournant douloureux de sa création artistique : après une période mystique, riche d’inventions diverses, telles les Sarabandes (septembre 1887), les Gymnopédies (1888), les Gnossiennes (autour de 1890), les Pièces froides (1897), etc., le compositeur entre, à l’extrême fin du XIXe siècle, dans une nouvelle période de son œuvre, dont les productions, souvent destinées au cabaret et au music-hall, pour des raisons alimentaires, s’avéreront très inégales. Marquée par les échecs à répétition, cette période créatrice infructueuse aurait probablement découragé n’importe quel autre musicien de poursuivre dans une voie a priori sans issue. Mais il en est tout autrement avec une personnalité aussi hors norme que celle de Satie : plutôt que de renouveler immédiatement son langage, le compositeur se lance au contraire dans l’élaboration d’une œuvre reprenant les principes fondamentaux de ses deux premières périodes compositionnelles, mystique et cabaret, et conçoit un recueil qu'on pourrait qualifier de baroud d’honneur. Contre toute attente, il y réalise une synthèse particulièrement réussie de ses deux tendances antérieures, parvenant à faire cohabiter en parfaite harmonie des styles relativement différents bien que marqués de la griffe aisément identifiable d’un seul et même auteur. « Dans toute la première manière de Satie, il n’est pas de réussite plus complète. Toute la musique y est enclose ». Cette œuvre va refermer magistralement la première manière de Satie, encore empreinte du charme mélancolique d’un musicien instinctif qui devait se lancer peu de temps après dans une écriture contrapuntique beaucoup plus austère après son passage à la Schola Cantorum, faisant des Trois Morceaux un « ultime sursaut avant l’exil scolastique ».
Plusieurs explications circulent concernant le choix de ce titre surprenant qui, comme souvent chez Satie, le servira et le desservira à la fois : la plus communément admise y voit une réaction de sale gosse à une remarque que lui aurait formulée Claude Debussy.
« Debussy lui conseille de soigner davantage la forme. Satie, tout en sachant fort bien ce que Debussy voulait dire, réplique : « Quelle forme, en forme de quoi ? » Et il intitule d’exquises musiques : Morceaux en forme de poire pour railler le souci de la forme, dont il connaissait néanmoins parfaitement la nécessité ».
Pour Ornella Volta, Satie choisit ce titre non pas pour railler l’un de ses détracteurs mais ceux de son grand ami de l’époque, Debussy, avec lequel il n’est pas encore brouillé.
« Cette explication, donnée dans les années vingt, à l’époque des polémiques avec les « debussystes », n’est cependant pas crédible, lorsqu’on sait que Debussy – très proche de Satie en ce début de siècle […] – ne pouvait ignorer que la forme était précisément l’une des principales préoccupations de notre compositeur. Ce reproche, en réalité, avait été fait à Debussy lui-même. A la première de Pelléas et Mélisande (avril 1902), Vincent d’Indy s’était écrié, en effet : « Cela n’a pas de forme, ça ne vivra pas ! » (L. Vallas, 1932, p. 197). Loin d’être dirigé contre Debussy, le titre Morceaux en forme de poire, se serait donc voulu un clin d’œil complice, adressé à son ami ».
Ce titre attire l’attention sur deux phénomènes : le premier est naturellement ce souci de la forme, bien présent malgré l’apparent dédain manifesté d’entrée de jeu. La construction générale de l’œuvre en témoigne, étant parfaitement symétrique (deux pièces introductives, les trois Morceaux, deux pièces conclusives), Satie poussant le vice jusqu’à construire la pièce centrale en miroir (forme A-B-A). De plus, les pièces elles-mêmes renferment d’étonnantes réflexions sur ce paramètre : on prendra pour exemple la Prolongation du Même qui semble ironiser sur la forme thème et variations, se contentant de réharmoniser sans cesse un seul et même thème et d’effectuer des variations purement décoratives, sorte de « variations invariantes », ou encore la coda de la Redite, ultime cadence du recueil, qui s’achève après une réexposition brillante mais extrêmement brève par un piétinement cynique dans les basses du piano. Le second phénomène que ce titre souligne est la position charnière, tout à fait déterminante, des Morceaux dans l’évolution stylistique de Satie : dans un premier temps, les titres humoristiques « sont à mettre en relation avec la fréquentation assidue du caf’ conc’ […]. C’est là qu’il découvre l’humour comme un bon moyen pour établir un contact immédiat avec le public – une constatation dont il ne manquera pas de tirer la leçon par la suite ». Mais comme souvent chez Satie, il ne s’agit que de la partie apparente de l’iceberg. Abandonnant après cela sa première manière, marquée par le charme et l’instinct, le titre annonce pour la deuxième fois dans son œuvre le conflit psychologique qui allait l’habiter pendant de nombreuses années, à savoir l’impossible abandon de soi, l’expression d’un profond mal-être qu’un titre blagueur viendra systématiquement recouvrir comme un voile pudique détournant l’attention d’une œuvre pourtant marquée par la sensibilité et l’émotion. Plusieurs années plus tard, la musique de Satie ira même jusqu’à perdre presque toute sensibilité pour s’aligner avec l’ironie ou l’humour absurde des didascalies et des titres de ses œuvres, ultime étape de ce refoulement émotionnel vraisemblablement dû à l’aggravation progressive de la situation matérielle de Satie et au poids toujours grandissant de la solitude.

## Mouvements
Les Trois Morceaux en forme de poire sont en réalité un recueil de sept pièces, les trois Morceaux proprement dits étant encadrés par une Manière de commencement et une Prolongation du Même, un En Plus et une Redite. L’idée première de Satie était de composer uniquement deux Morceaux, mais enthousiasmé par la réussite de ses premières réalisations, il aura rapidement l’idée d’en faire un recueil de plus grande importance. Précisons également la dimension que revêt le chiffre 3 dans toute l’œuvre de celui qu’Alphonse Allais surnomma « Ésoterik Satie », tant d’un point de vue purement structurel que symbolique. Il était tout à fait impossible que les Morceaux restent au nombre de 2, n’offrant aux yeux de Satie aucun équilibre formel et aucune implication mystique : il préférera unir au sein de ce recueil deux chiffres aux vertus symboliques majeures, le 3, évoquant le nombre final de Morceaux proprement dits, et le 7, nombre total de pièces composant ce recueil, deux chiffres impairs assurant par ailleurs la symétrie parfaite de l’ensemble. Il faut également souligner que pour réaliser cette œuvre, Satie va puiser dans ses compositions antérieures, comme s’il en extirpait la substantifique moelle afin de rendre sa synthèse la plus authentique possible, ou peut-être pour ne pas les laisser à l’abandon d’anciens thèmes n’ayant pas eu le destin qu’ils méritaient à ses yeux et leur offrir une seconde chance : « façon de tirer le bilan des dix dernières années, il rassemble quelques thèmes inexploités dans une partition pour piano à quatre mains, intitulée Trois Morceaux en forme de poire ».

### Manière de commencement
(Allez modérément — Un peu plus vif)
La Manière de commencement est en réalité une Gnossienne présente dans Le Fils des étoiles (1891) à laquelle Satie va adjoindre trois mesures de conclusion.

### Prolongation du même
(Au pas — Plus large)
La Prolongation du Même est l’adaptation d’un embryon de mélodie originellement intitulée Le Roi soleil de plomb, débutée en 1900 puis laissée en plan avant d’être transformée en « Morceau ». Le matériau musical employé indique néanmoins que le plus gros du travail fut effectué en 1903.

### I
(Lentement)
Seul ce Morceau n° I semble avoir été intégralement composé pour la circonstance, ce que confirme le ton général de la pièce, empreinte d’une mélancolie toute schubertienne que d’implacables formules cadentielles viennent briser à trois reprises, comme un rappel à l’ordre pour le musicien sur le point de s’abandonner trop complètement, soulignant clairement la problématique alors naissante dans l’œuvre de Satie : « barrer la route à l’expression du moi ». Cette problématique se retrouve également dans la brutale introduction du Morceau n° III, autre page authentiquement « nouvelle ». Le fait est d’autant plus remarquable que Satie utilise les mêmes moyens musicaux, à savoir le martèlement d’accords dans une nuance forte, pour exprimer ce que l’on pourrait analyser comme étant la première forme de décompensation clairement identifiable dans son œuvre. En cela, le Morceau n° I et l’introduction du Morceau n° III sont peut-être les passages les plus significatifs et les plus explicites concernant l’évolution stylistique et psychologique de Satie.

### II
(Enlevé — De moitié — Premier temps)
Le Morceau n° II combine deux œuvres préexistantes de la période Music Hall de Satie, le scherzo n’étant qu’une adaptation de la mélodie Impérial-Napoléon (1901), et le trio une reprise avec développement de la première version d’une mélodie intitulée Le veuf (1899).

### III
(Brutal — Modéré — Au temps)

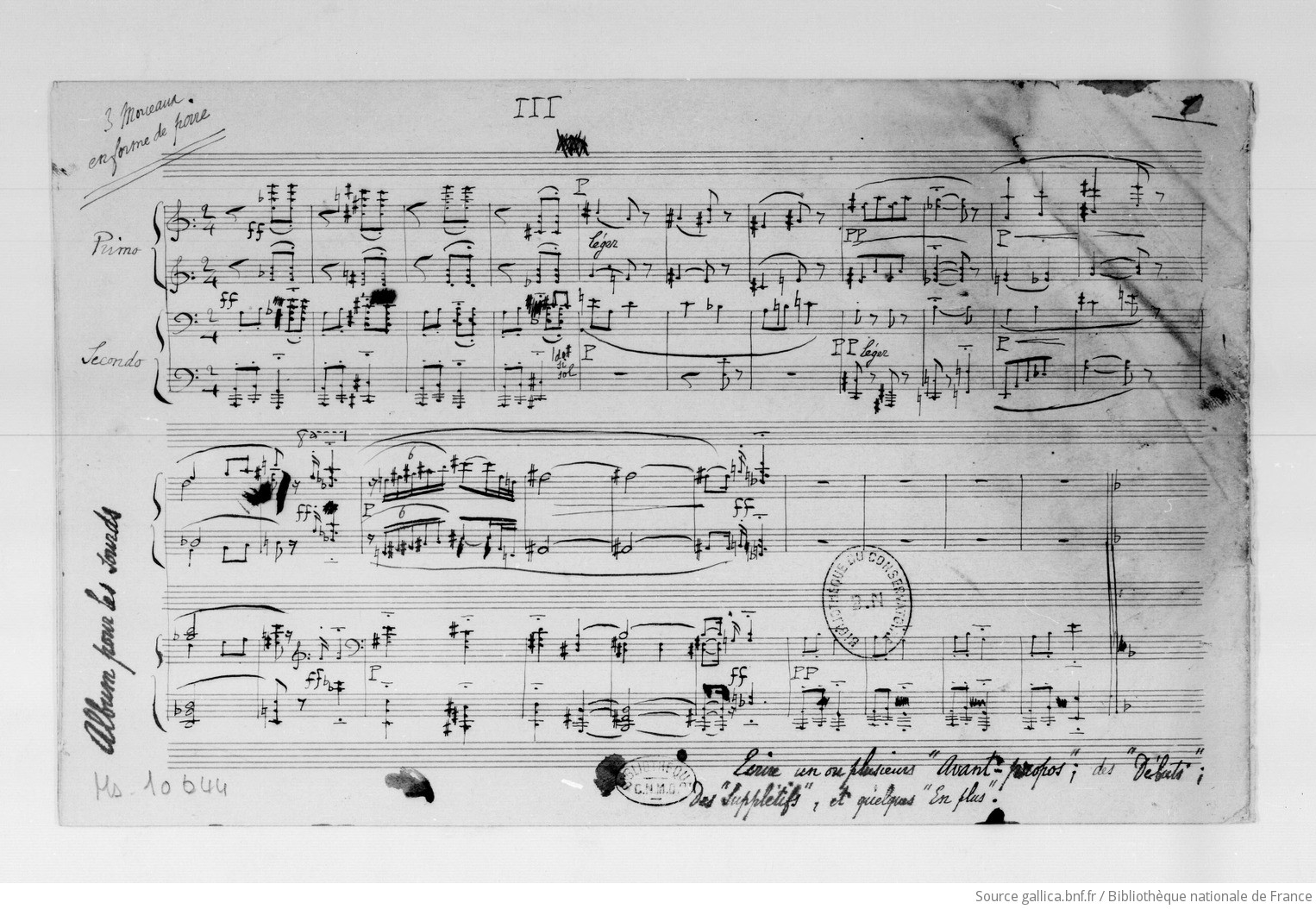
Première page du manuscrit autographe du morceau III.

Bien que la majeure partie du Morceau n° III ait été composée pour la circonstance, il s’agit clairement d’une Pièce froide, l’un des modèles antérieurs ayant assuré la renommée de Satie, où l’on retrouve dans la partie centrale vingt-cinq mesures d’une pièce inachevée datant de 1897 intitulée Danse de travers II, ébauche d’une suite au recueil Danse de travers (1897).

### En plus
(Calme)
L’En plus se présente comme une « Gymnopédie qui aurait été composée à l’époque des Gnossiennes ». Il s’agit de l’arrangement d’une Danse isolée pour orchestre datant de décembre 1890 que Satie aurait composée en pensant alors mettre en musique la Princesse Maleine de Maeterlinck,. Debussy, également intéressé par cette œuvre, aura peu de temps après l’idée de s’attaquer à Pelléas et Mélisande grâce aux réflexions esthétiques de son ami Satie,. Précisons enfin que le titre original de cette pièce pourrait être Menuet de la princesse Maleine, hypothèse terriblement séduisante à défaut d’être réellement démontrable,.

### Redite
(Dans le lent)
La Redite enfin n’est que l’assemblage de deux passages tronqués, ayant subi quelques mutations – changement de registre, inversion de deux motifs – de The Angora Ox (1901), pièce pour piano sur un conte de Lord Cheminot alias Patrice Contamine de Latour (grand ami parolier de Satie), et dont l’édition fut rétablie par Johny Fritz en 1995.

## Arrangements
- Les Trois morceaux en forme de poire ont été orchestrés par Roger Désormière.

- Ornella Volta a publié une restitution de la version à deux mains de la Manière de commencement intitulée Septième Gnossienne, l’œuvre ayant été originellement écrite à deux mains par Satie pour Le Fils des Étoiles (1891).

- Les Trois Morceaux en forme de poire ont été arrangés et réduits pour piano à deux mains par Philippe Malhaire.

## Utilisation
Le premier mouvement, Manière de commencement, est présent dans la bande-son de La Balade sauvage de Terrence Malick (1973).

## Sources
Cet article provient de la préface de la réduction pour piano à 2 mains des Trois morceaux en forme de poire réalisée par Philippe Malhaire.